# 基尔福四人案
基尔福四人案（Guildford Four）中的四个人是指保罗·希尔（Paul Michael Hill）、蓋瑞·康隆（Gerard "Gerry" Conlon）、帕特里克·“帕蒂”·阿姆斯特朗（Patrick "Paddy" Armstrong）和卡洛·理查德森（Carole Richardson），他们于1975年10月在英国被错误指控为基尔福酒吧爆炸案的主谋。该爆炸案造成5人丧生及數十人受伤。希尔、康隆等4人坐了15年的冤狱，后來上訴成功推翻定罪而得以被释放。2005年2月9日，英国首相托尼·布莱尔对基尔福、伍尔维治爆炸案中受到不公正待遇的人和家庭发表声明，他说：“我对他们在这件事中受到的折磨和不公正的待遇感到十分的抱歉……他们理应得到全面的、公開的平反。”2014年6月21日，蓋瑞·康隆因为肺癌死于贝尔法斯特的家中。

## 背景
没有任何的证据表明这四个人与爱尔兰共和军有牵连，而他們的出身和生活模式亦未能對號入座。此案發生前，派屈克·阿姆斯特朗和卡洛·理察森住在一間空屋內，過著犯案及與毒品一起生活的日子。而保羅·希爾則由貝爾法斯特一對婚姻不愉快的、信奉不同宗教的夫婦撫養成人。
這四人在此案審訊期間，一直聲稱被警方拷問，暗示被屈打成招。當他們被裁定為謀殺者並被判處無期徒刑時，法官表示他很遺憾這四個人並未被控以能判處死刑的叛國罪。
1977年2月，Balcombe Street gang案審訊期間，四名愛爾蘭共和軍成員指示他們的律師為四名因三宗在Woolwich和基爾福發生的炸彈案被判以重刑的無辜者引起關注。四名共和軍在這三宗炸彈案中，從未被起訴過。不過從來沒有證據能證明那三宗炸彈案與那四名共和軍有關，而愛爾蘭共和軍亦從未證實過作案者的真實身份。
其後，基爾福四人案中之四名主角，嘗試根據Criminal Appeal Act 1968第十七條上訴，但被駁回。1987年，英國內政部發出一份備忘錄，承認這四人是恐怖份子的機會微乎其微，但這並不足以作為上訴的證據。

## 新的證據與最終裁決
1989年，一位偵探調查此案時發現幾份派屈克·阿姆斯特朗對警方的口供被嚴重修改過。整份口供被重新排位，內容又被加添或刪去。這些口供及其修改處與呈上法庭的打字及手寫版本相符，可見手寫版本其實是在錄取口供過後才寫成的。這暗示警方為了整件案件能符合他們所想要表達的，而不惜修改證供。
由於這份新的證據，上訴被接納。英格蘭及威爾斯首席法官Lord Lane表示警方在此案中用了以下其中一種手法：
- 偽造了整份打字證供，令到他們看似更有效，然後再製造一份手寫版本的證供，讓讀者覺得那份手寫版本是錄口供時的臨時紀錄；
- 開首以手寫方式作紀錄，然後再作修改，用打字機打出來，目的是令該口供更易讀，改寫它們令它們更好看，再基於這份已被修改的證供，製造一份手寫證供。

無論是那一種，警方也是在說謊，而結論就是這些所謂證據都帶有誤導性，本案中四人的定罪被推翻及獲釋。
保羅·希爾另外涉及一宗被判於北愛爾蘭謀殺一名英軍的案件，獲准在上訴期間保釋外出，該判決後來於1994年被撤銷。
至於傑利·康隆的七名家人，包括他的父親吉塞普、他的姨姨和他兩個只有14歲和16歲的表弟妹，亦同樣被控以管有爆炸性物品而被判入獄。吉塞普因長年肺病而死於監獄中。

## 上訴過後
傑利·康隆的自傳《我無罪》（Proved Innocent）被改編成奧斯卡得獎電影《以父之名》，由丹尼爾·戴-劉易斯、艾瑪•湯普遜及皮迪·普斯歷衛治主演。
保羅·希爾則娶了前美國參議員羅伯特·弗朗西斯·甘迺迪的女兒Mary Courtney Kennedy，並誕下一女Saoirse Roisín Kennedy。他們已經分居。

## 外界觀點
改編電影《以父之名》（In the Name of the Father）則偏重於表現此案為種族歧視的紛爭，著重表示出四人是完全無辜的。

## 參看
- 伯明翰六人案
- 因父之名

## 外部連結
- Life for a life sentences to warn the IRA — A report on the sentencing phase of the original trial, The Guardian, October 23, 1975
- British Prime Minister apologises （页面存档备份，存于）, The Guardian, February 10, 2005
- Summary of the cases （页面存档备份，存于） from the BBC